# Encapsulation (réseau)

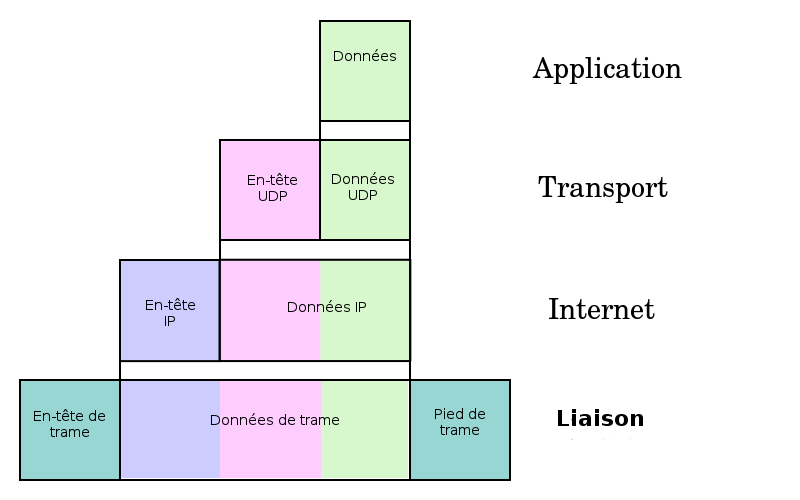
Encapsulation UDP.

Pour les articles homonymes, voir Encapsulation.
L'encapsulation, en informatique et spécifiquement pour les réseaux informatiques, est un procédé consistant à inclure les données d'un protocole dans un autre protocole.

## Exemples
Par exemple, l'Internet est basé sur l'Internet Protocol version 4 et la plupart des applications utilisent aussi bien l'UDP (User Datagram Protocol) que le TCP (Transmission Control Protocol). Ainsi un fragment de donnée est encapsulé dans un datagramme UDP qui lui-même est encapsulé dans un paquet IP, ce dernier étant alors envoyé via un protocole de la couche de liaison (par exemple Ethernet). La couche de liaison est responsable de la transmission physique des données ; IP ajoute l'adressage des ordinateurs individuels ; UDP ajoute « l'adressage des applications » (c'est-à-dire le port spécifiant le service comme un service web ou un serveur TFTP).
Le modèle OSI et la suite des protocoles Internet utilisent l'encapsulation.
Typiquement, un protocole est encapsulé dans une couche de protocole de plus bas niveau (modèle OSI classique), néanmoins, dans certains cas, l'encapsulation peut se faire sur des niveaux égaux (p.ex PPPoX) et un protocole de bas niveau peut même être encapsulé dans un protocole de plus haut niveau (p.ex Ethernet Over IP ).
Lors d'une encapsulation, la couche la plus abstraite est appelée 'couche protocole de plus haut niveau' (Upper Layer Protocol - ULP) alors que la couche la plus spécifique est appelée 'couche protocole de plus bas niveau' (Lower Layer Protocol - LLP). Dans l'exemple donné, UDP est l'ULP d'IP tandis qu'ethernet est le LLP d'IP.
Exemples d'encapsulation : PPPoX, IPv6 sur IPv4, UUCP sur TCP, VoIP.